# Krosna

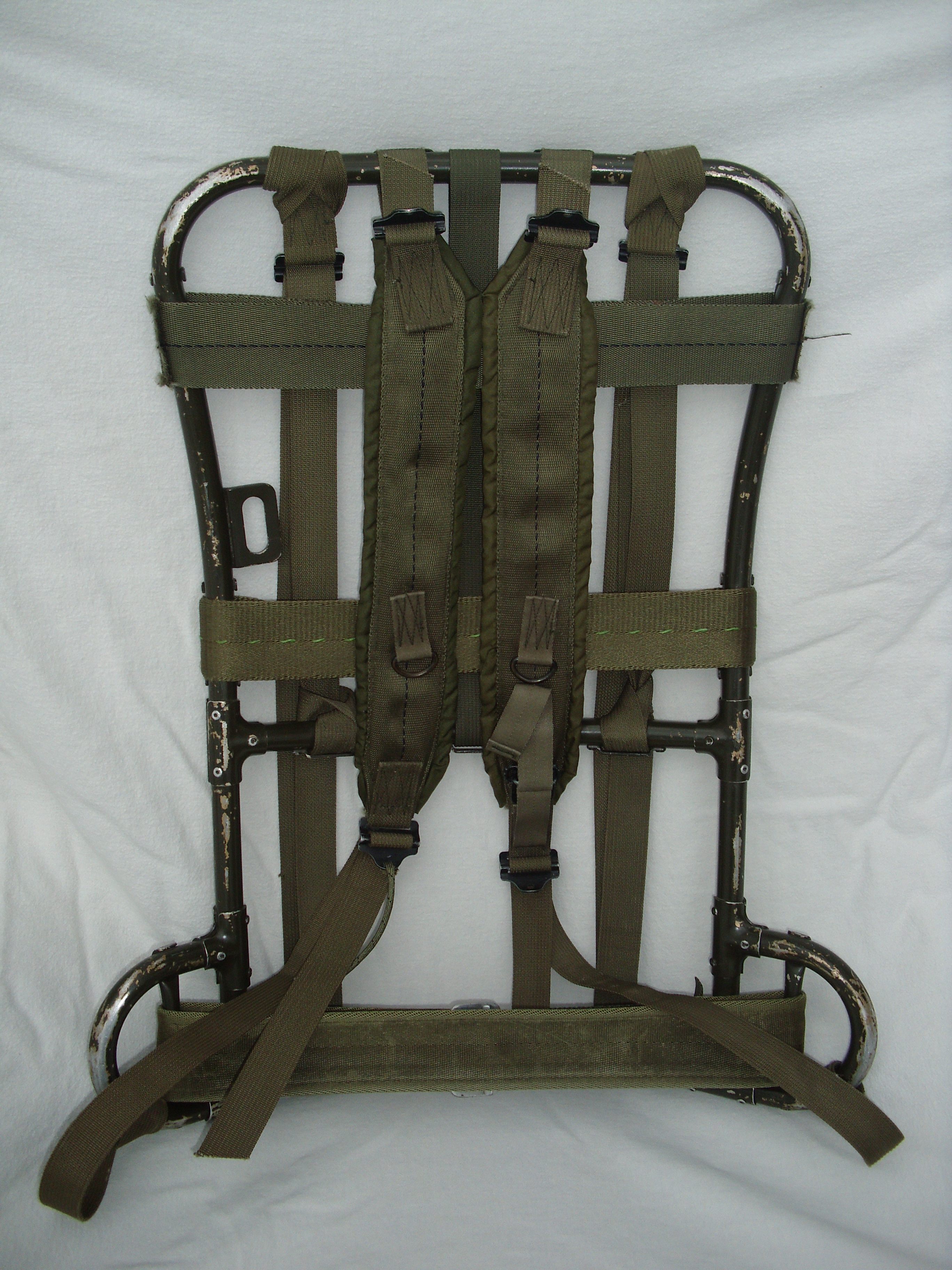
Krosna s viditelným pevným rámem, popruhy na ramena a textilními opěrkami zad.

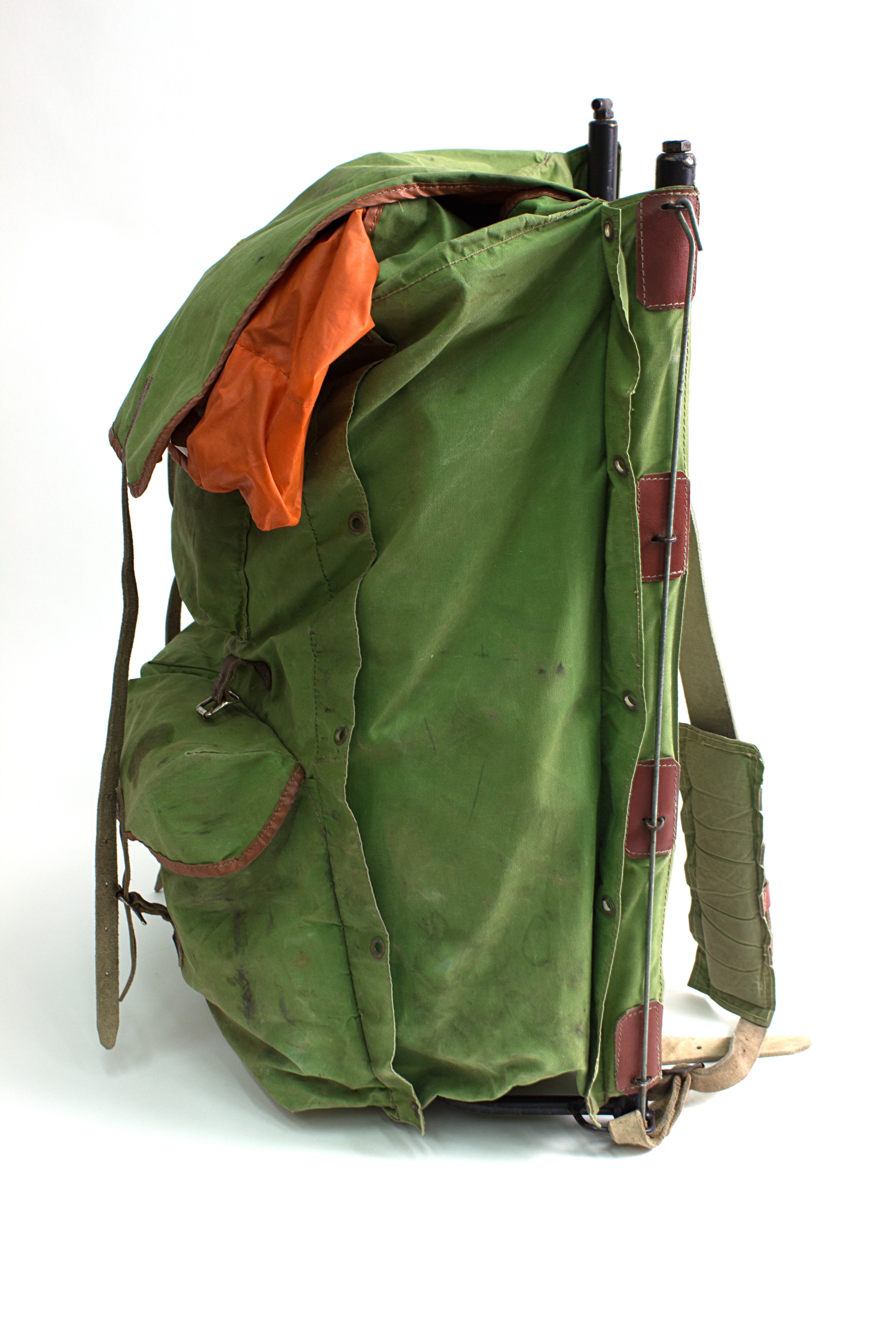
Krosna s připevněným batohem.

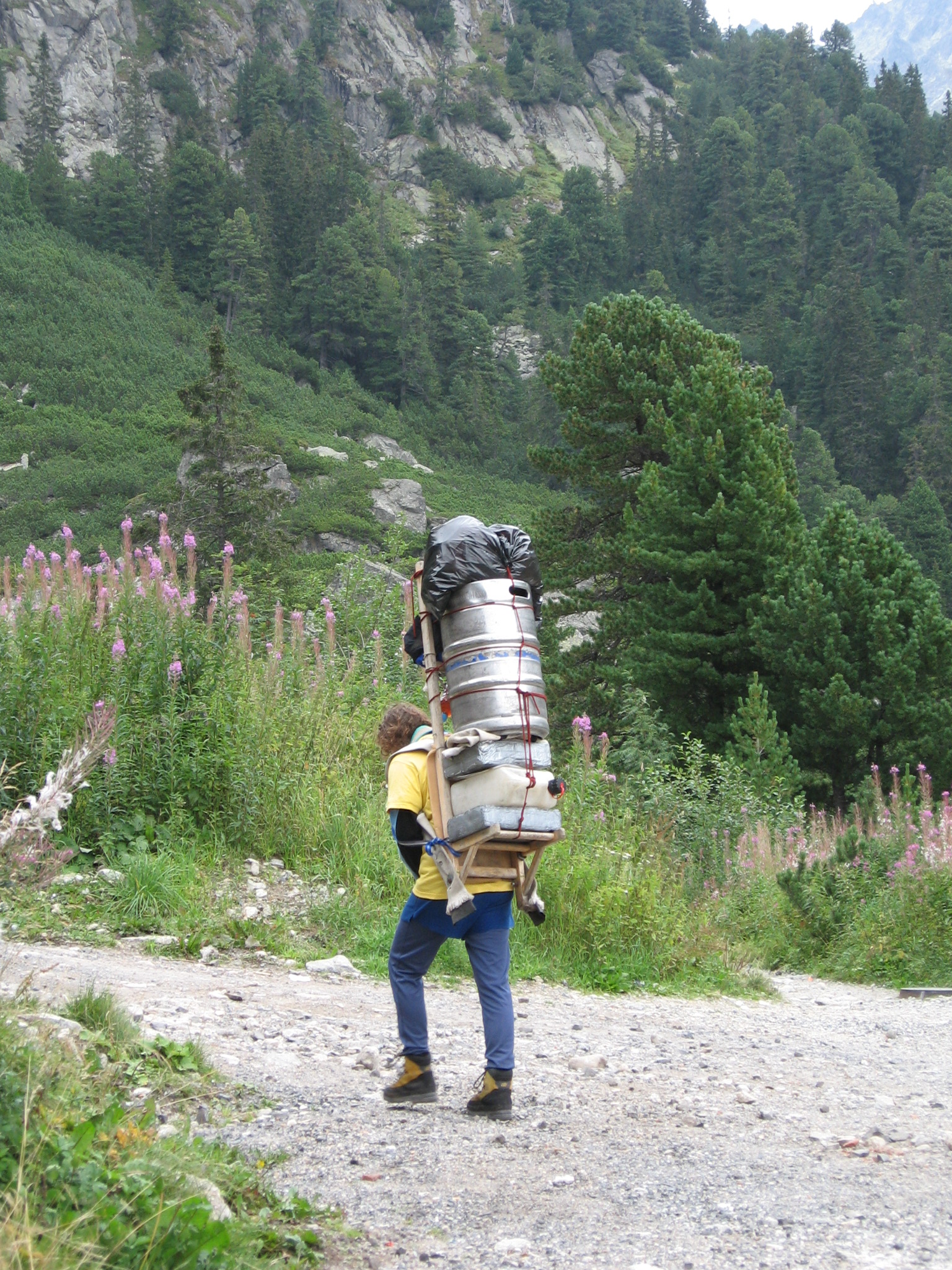
Horský nosič s krosnou.

Krosna je pomůcka určená k přenášení těžších a rozměrnějších předmětů na zádech. Má pevnou rámovou konstrukci, ke které jsou připevněné popruhy na ramena. Ke konstrukci jsou také připevněny opěrky zad, které umožňují pohodlnější nošení nákladu. K rámu je pak připevněný vlastní náklad, případně vak (obvykle textilní) na drobnější věci.
Slovo krosna původně označovalo nůši, později rámovou konstrukci na nošení nákladů, někdy též skříňku s nářadím a materiálem, kterou nosili řemeslníci na zádech.
V dnešní době jde většinou o typ batohu s pevnou výstužnou konstrukcí.